# Marmes Rockshelter
Marmes Rockshelter (também conhecido como (45-FR-50) ) é um sítio arqueológico localizado próximo de Lyons Ferry Park e da confluência dos rios Snake e Palouse, no condado de Franklin, sudeste de Washington. Foi escavado pela primeira vez em 1962.  Este escudo rochoso é notável no nível de preservação de materiais orgânicos, na profundidade dos depósitos estratificados e na idade aparente dos restos humanos nativos americanos associados. O local foi descoberto na propriedade de Roland Marmes e era o local dos vestígios humanos mais antigos da América do Norte naquela época. Em 1966, o local se tornou, junto com Chinook Point e os campos americanos e ingleses na Ilha de San Juan, os primeiros marcos históricos nacionais listados em Washington. Em 1969, o local foi submerso na água quando um dique protegendo-o das águas que se elevavam atrás da então recém-construída Represa Monumental Baixa, que tinha 32 km descendo o rio Snake, não conseguiu conter a água que vazou para a área protegida através do cascalho sob o solo, criando o lago Herbert G. West.

## A escavação
A existência do local foi levada ao conhecimento do Professor Richard Daugherty em 1952 por um fazendeiro chamado John McGregor. As escavações no local foram iniciadas por Daugherty e Roald Fryxell, um geólogo, sob os auspícios da Washington State University (WSU) e do National Park Service em 1962, e continuaram até 1964.  Em 1965, Fryxell voltou ao local junto com o Professor Carl Gustafson e alunos da WSU, e fez Roland Marmes cavar uma trincheira na frente do abrigo com sua escavadeira, que descobriu ossos humanos e de alce. A datação por radiocarbono indicou que os restos humanos tinham cerca de 10.000 anos. Em 1968, Fryxell voltou, desta vez com vários professores da WSU (incluindo um professor visitante da Polônia) e membros do Serviço Geológico dos Estados Unidos, e encontrou mais restos humanos e animais, junto com ferramentas de osso. Em 29 de abril daquele ano, o senador por Washington Warren Magnuson fez um anúncio público das descobertas.

## Inundação do site
Depois que um projeto de lei que forneceria fundos para proteger o local fracassou, o então presidente Lyndon B. Johnson assinou uma Ordem Executiva que autorizou o financiamento do Corpo de Engenheiros do Exército para construir um dique ao redor do local para protegê-lo das inundações iminentes causadas por construção da Barragem Monumental Inferior . No final daquele ano, Daugherty deixou a escavação, deixando Fryxell para liderar o projeto. Três dias após o fechamento da Barragem Monumental Inferior em fevereiro de 1969, o local estava completamente submerso, devido à infiltração de água através de grossas camadas de cascalho que não foram contabilizadas. No entanto, como o local estava sendo inundado, a equipe de escavação colocou uma lâmina de plástico coberta com cascalho na esperança de poder retornar à escavação no futuro.
A localização do sítio ainda é conhecida hoje e está sob alguma ameaça de erosão pelas esteiras de veículos motorizados no lago. O Corpo de Engenheiros do Exército considera que o local está em condição estável com uma classificação de ameaça "Satisfatória" desde 2004.

## Descobertas no site

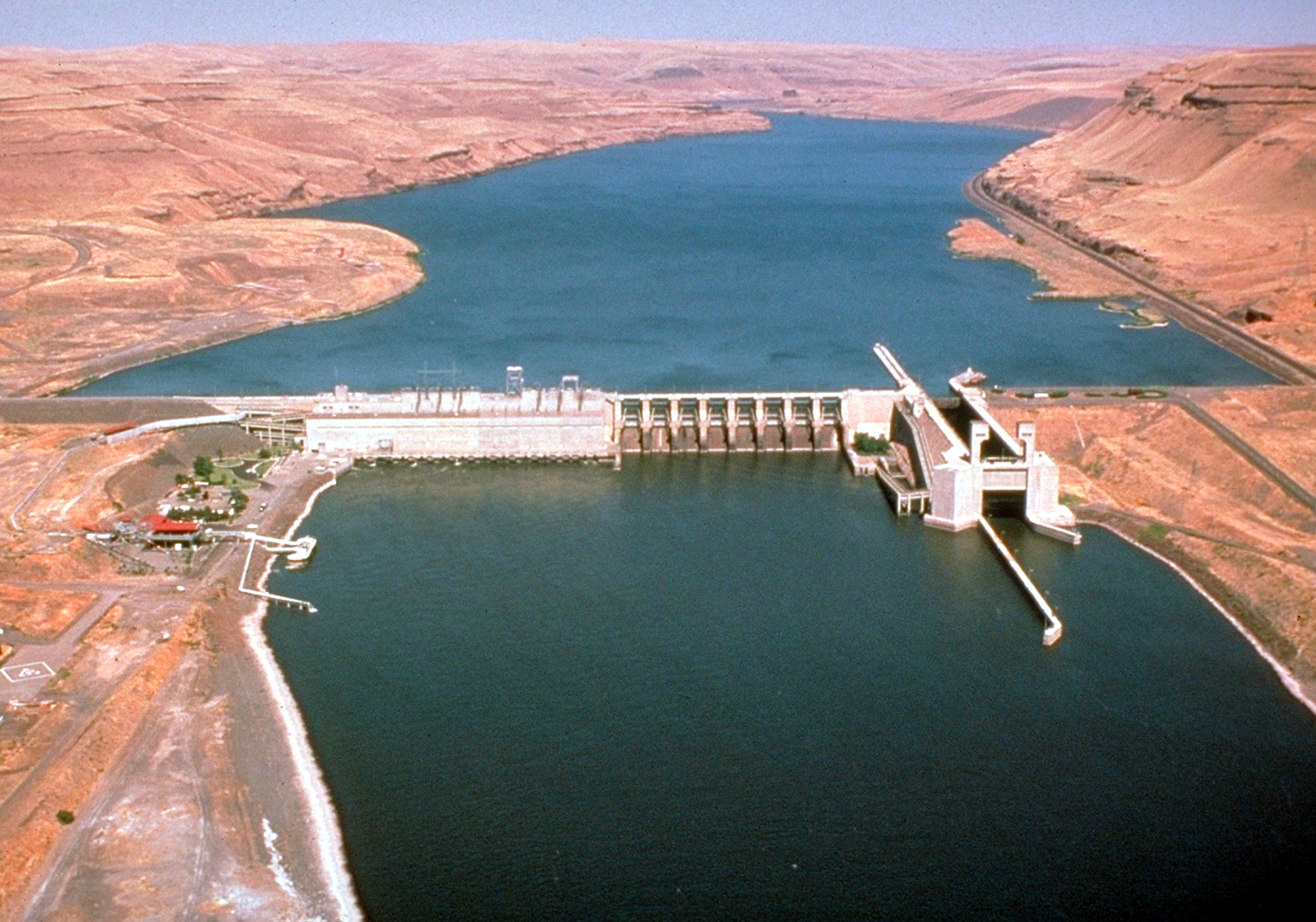
A criação da Barragem Monumental Inferior elevou o nível do Rio Palouse alto o suficiente para submergir o local de Marmes completamente debaixo d'água.

As escavações no local revelaram evidências de ocupação humana em um período que durou 8.000 anos, e que a área foi o lar de humanos há 11.230 anos. As pessoas que viviam no local caçavam animais, como alces e veados, usando atlatls, e também caçavam mamíferos menores, como castores, enquanto coletavam mexilhões no rio. A escavação revelou sepulturas, que incluíam contas esculpidas em conchas e pontas de lanças. Uma sepultura, a de uma criança, continha cinco facas iguais feitas de pedra. A escavação também revelou pontas de projéteis de calcedônia e de sílex. As das camadas superiores eram feitas de ágata, que não é encontrada na área. Também foram encontradas ferramentas de pedra, como raspadores para curtir peles, almofarizes e pilões. Em camadas datadas de 7.000 anos atrás, foi encontrado um grande número de conchas pertencentes a um caracol do gênero Olivella, que teria sido importado da Costa Oeste dos Estados Unidos, à 322 km de distância. A maioria das conchas tinha buracos perfurados, indicando que eles tinham colares adornados.
Além disso, uma das cinco medalhas da paz de Jefferson foi encontrada associada aos restos humanos mais recentes no local, evidentemente tendo sido dada a um líder nativo americano local (presumivelmente do Nez Perce) durante a expedição de Lewis e Clark. Esta medalha foi devolvida ao Nez Perce e enterrada novamente, de acordo com os regulamentos da Lei de Proteção e Repatriação de Túmulos dos Nativos Americanos.
A análise das sequências de pólen no local mostrou um ecossistema de estepe imediatamente após o recuo das geleiras 13.000 anos atrás, que deu lugar a uma floresta mista de pinheiros e abetos, que levou ao atual ecossistema de pradaria de artemísia.

## Implicações das descobertas
Ao contrário de muitos achados arqueológicos, os vestígios humanos no local puderam ser datados com métodos ambientais, geológicos e arqueológicos. Os restos mortais no local são os mais antigos encontrados em Washington e, na época, o conjunto de restos mortais mais antigo encontrado na América do Norte. O trabalho posterior de radiocarbono confirmou a datação original deste local, indicando que esses restos humanos, embora muito fragmentados, ainda são alguns dos mais antigos já escavados no Novo Mundo. Esta descoberta foi útil para confirmar a cronologia inicial da região e confirmar a antiguidade dos estilos de ferramentas ósseas associadas.